# Äußere Einöde
Äußere Einöde je naselje v Občini Trebinja v Okraju Beljak-dežela na Koroškem v Avstriji.